# Америка (космопорт)

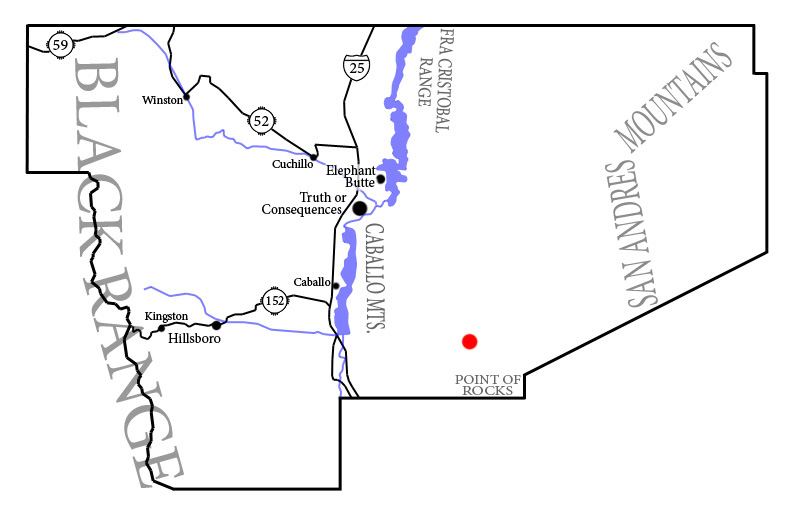
Космопорт на карте округа Сьерра

Космопо́рт «Аме́рика» (англ. Spaceport America, ранее известный как Юго-западный региональный космопорт) — частный космодром, в настоящее время он строится на принадлежащем государству участке пустыни площадью примерно 70 км² недалеко от Апхема, ненаселённой невключённой территории в округе Сьерра штата Нью-Мексико. Участок лежит в 72 км к северу от города Лас-Крусес и в 48 км к востоку от города Трут-ор-Консекуэнсес.
В декабре 2008 года космодром получил от Федерального управления авиации лицензию на приём и отправку частных космических кораблей, предназначенных для суборбитальных полётов. Первым официальным пользователем космопорта «Америка» стала компания Virgin Galactic. В настоящее время известно о, как минимум, 10 успешных суборбитальных запусках с этого космодрома.
28 января 2012 года компания Джона Кармака Armadillo Aerospace осуществила испытательный пуск ракеты STIG-A, создаваемой для нужд космического туризма, максимальная высота подъёма ракеты превысила 80 км.

## История запусков
| Запуск | Дата (UTC)       | Транспортное средство                        | Полезная нагрузка                                             | Стартовая площадка    | Результат                                                           | Примечание |
| ------ | ---------------- | -------------------------------------------- | ------------------------------------------------------------- | --------------------- | ------------------------------------------------------------------- | --- |
| 1      | 25 сентября 2006 | SpaceLoft XL                                 | разная                                                        | стартовый комплекс UA | неудача                                                             | Свернул с курса и потерял контроль вскоре после старта. |
| 2      | 28 апреля 2007   | SpaceLoft XL                                 | Celestis и др. полезные нагрузки                              | стартовый комплекс UA | успех                                                               | Первый успешный запуск, второй запуск Spaceloft XL; кремировали человеческие останки (астронавта Гордона Купера и актёра из «Звёздного пути» Джеймса Духана). |
| 3      | 19 декабря 2007  | собственные испытания транспортного средства | демонстрационные технологии                                   | стартовый комплекс UA | успех                                                               | Низкоатмосферный запуск. |
| 4      | декабрь 2007     | Прототип космического корабля                | нет                                                           | стартовый комплекс UA | успех                                                               | Собственная технология запусков для Lockheed Martin. |
| 5      | 12 августа 2008  | Прототип космического корабля                | нет                                                           | стартовый комплекс UA | успех (Spaceport America и UP Aerospace); неудача (Lockheed Martin) | Собственная технология запусков для Lockheed Martin. |
| 6      | 2 мая 2009       | SpaceLoft XL                                 | Научные эксперименты студентов Нью-Мексико Celestis Discovery | стартовый комплекс UA | неудача                                                             | Образовательный полёт для студентов Нью-Мексико. |
| 7      | 4 августа 2009   | Black Watch                                  | прототип БЛА                                                  | стартовый комплекс UA | успех                                                               | Тестовый полёт. |
| 8      | 10 октября 2009  | многоразовый ракетный самолёт                | нагрузка фирмы Lockheed                                       | стартовый комплекс UA | успех                                                               | Испытания для Lockheed Martin. |
| 9      | 4 мая 2010       | SpaceLoft XL                                 | разная                                                        | стартовый комплекс UA | успех                                                               | Четыре минуты в невесомости. |
| 10     | 20 мая 2011      | SpaceLoft XL                                 | разная                                                        | стартовый комплекс UA | успех                                                               | Достигли рекордной высоты 118 км. |
| 11     | 28 января 2012   | ракета STIG-A                                | испытательный пуск                                            | ?                     | успех                                                               | Достигли высоты 80 км. |
| 12     | 21 июня 2013     | SpaceLoft XL                                 | спутник FOP-1                                                 | стартовый комплекс UA | успех                                                               | |